# Apanteles audens
Apanteles audens är en stekelart som beskrevs av Kotenko 1986. Apanteles audens ingår i släktet Apanteles och familjen bracksteklar. Inga underarter finns listade i Catalogue of Life.